# Elfstedenrijder
De Elfstedenrijder (Fries: Alvestêderider) is een standbeeld in de Nederlandse stad Leeuwarden. Het wordt ook wel Iisfretter (ijsvreter) genoemd.

## Achtergrond
Sinds 1909 wordt, als de toestand van het ijs het toelaat, de Elfstedentocht verreden. Deze schaatstocht over natuurijs gaat langs de elf Friese steden. In september 1963 kreeg mr. A.A.M. van der Meulen, burgemeester van Leeuwarden een schaalmodel aangeboden van een beeld van een Elfstedenrijder. Het was een geschenk van de Coöperatieve Condensfabriek Friesland (CCF), die haar 50-jarig bestaan vierde. De overhandiging vond plaats in de Prinsentuin, waar tegelijkertijd een expositie werd geopend van de beeldhouwers Auke Hettema en Auke de Vries. Hettema maakte het beeld, waarvoor Reinier Paping, winnaar van de Elfstedentocht van 1963, model stond.
De plastiek werd in brons gegoten bij Binder en Schmidt. Na een suggestie van de heer Hoogland, voorzitter van de Vereniging De Friesche Elf Steden werden op de sokkel de namen van de winnaars toegevoegd. Het beeld werd 12 december 1966 onthuld door Reinier Paping, in aanwezigheid van onder anderen diverse oud-winnaars, locoburgemeester Tiekstra en afgevaardigden van de CCF en de Friesche Elf Steden. Het beeld werd geplaatst bij de Frieslandhal en sindsdien enkele malen verplaatst. Sinds augustus 2015 staat het op het Fryslânplein bij de Elfstedenhal. Een voorstudie van het beeld behoort tot de collectie van het museum Beelden aan Zee.

## Beschrijving
Het bronzen standbeeld toont een mannenfiguur ten voeten uit. De man is schaatsend afgebeeld, met zijn lichaam naar voren gebogen, de handen op de rug en schaatsen aan de voeten.
Op de sokkel van Italiaans natuursteen zijn onderaan in het Fries de namen van de elf steden vermeld: Ljouwert, Snits, Drylts, Sleat, Starum, Hynljippen, Warkum, Boalsert, Harns, Frjentsjer en Dokkum. 
Op de zijkant is een inscriptie aangebracht die na elke officiële Elfstedentocht wordt bijgewerkt. Deze bevat de data en winnaars van de tochten sinds 1909: Minne Hoekstra, Coen de Koning, Karst Leemburg, Abe de Vries, Sipke Castelein, Piet Keijzer, Auke Adema, Cor Jongert, Durk van der Duim, Sjouke Westra, Sietze de Groot, Jan W. van der Hoorn, Jeen van den Berg, Reinier Paping, Evert van Benthem en Henk Angenent. De Koning, Adema en Van Benthem hebben de tocht twee keer gewonnen, hun namen worden dan ook tweemaal vermeld. Bij 1956 werd alleen de datum opgenomen, er werd dat jaar geen winnaar aangewezen.
Sinds 23 november 2022 worden ook de namen van alle twaalf vrouwen die als eerste over de finish kwamen op het monument vermeld. Dat waren Jikke Gaastra, Janna van der Weg, E. de Nekker, Sjoerdtsje Faber, Wopkje Kooistra, A. Schaap, A. van Dellen-Sybesma, A. van Dijk-Bajema, Lenie van der Hoorn, Tineke Dijkshoorn en Klasina Seinstra. Bij de onthulling van de inscriptie waren de eerste vrouwen van 1985, 1986 en 1997 aanwezig.